# Paper Mario: Sticker Star
Paper Mario: Sticker Star (ペーパーマリオ?) är ett rollspel i Paper Mario-serien till Nintendo 3DS. Det är det första spelet i serien till en handhållen spelkonsol. Spelet utannonserades på Nintendos E3-webbplats den 15 juni 2010.

## Gameplay
Spelet är mer likt de två första spelen i Paper Mario-serien jämfört med Super Paper Mario. Exempelvis återgår Paper Mario: Sticker Star till det klassiska turbaserade striderna som fanns i Paper Mario och Paper Mario: The Thousand-Year Door. Striderna utförs dock med hjälp av klistermärken för att utföra olika handlingar. Dessutom är spelet uppbyggt av separata banor, likt 2D-spelen i huvudserien, som spelaren växlar mellan via en världskarta.